# 真ん中のこと
『真ん中のこと』（まんなかのこと）は、日本のバンド・SUPER BEAVERの5枚目のミニアルバム。2017年9月6日に[NOiD]/murffin discsから発売された。

## 概要
前作『27』から1年3ヶ月ぶり、ミニアルバムとしては『世界が目を覚ますのなら』から4年5ヶ月ぶりとなるアルバム。
「ひなた」（関西テレビ・フジテレビ系ドラマ『でも、結婚したいっ！〜BL漫画家のこじらせ婚活記〜』主題歌）、「ファンファーレ」（大東文化大学TV-CMソング）、「贈りもの」（岩手銀行CM「あいたくて」篇 テーマ）を含む全6曲を収録。
初回生産限定盤DVDには2017年4月30日に日比谷野外大音楽堂にて行われたワンマンライブの映像が収録されている。

## 収録曲

### CD
1. ファンファーレ [4:15] 
作詞・作曲：柳沢亮太 / 編曲：SUPER BEAVER
  - 大東文化大学TV-CMソング
2. 正攻法 [3:27] 
作詞・作曲：柳沢亮太 / 編曲：SUPER BEAVER
3. ひなた [4:50] 
作詞・作曲：柳沢亮太 / 編曲：SUPER BEAVER
  - 1st配信限定シングル
  - 関西テレビ・フジテレビ系ドラマ『でも、結婚したいっ！〜BL漫画家のこじらせ婚活記〜』主題歌
  - 岩手銀行CM「登場」篇 テーマ
  - 関西テレビ『ミュージャック』9月度エンディングテーマ
4. irony [3:19] 
作詞・作曲：柳沢亮太 / 編曲：SUPER BEAVER
5. 贈りもの [3:53] 
作詞・作曲：柳沢亮太 / 編曲：SUPER BEAVER
  - 岩手銀行CM「あいたくて」篇 テーマ
6. それくらいのこと [5:27]
作詞・作曲：柳沢亮太 / 編曲：SUPER BEAVER

### DVD（初回生産限定盤のみ）
1. 美しい日
2. ひなた
3. 生活(Acoustic Ver.)
4. 青い春
5. 27
6. 東京流星群